# Структурированный тип
Стандарт SQL:1999 привнес ряд функциональности объектно-реляционных баз данных в язык запросов SQL, основным из них были Структурированные типы данных, определенные пользователем (structured user-defined types), обычно называемые просто структурированными типами. Они могут быть определены в чистом SQL c использованием выражения CREATE TYPE, а также в языке программирования Java с помощью SQL/JRT. Структурированные типы SQL позволяют использовать одиночное наследование.
Структурированные типы поддерживаются в разной степени в Oracle Database, IBM Db2, PostgreSQL и Microsoft SQL Server, хотя последний позволяет использовать только структурированные типы данных, определенные с помощью CLR.

## SQL примеры

### Объектно-структурированный тип
Для определения пользовательского структурного типа в Oracle Database можно использовать следующие выражения:
```
CREATE
 
TYPE
 
Person_Type
 
AS
 
OBJECT
 
(

    
person_title
 
VARCHAR2
(
10
),

    
person_first_name
 
VARCHAR2
(
20
),

    
person_last_name
 
VARCHAR2
(
20
),

)
 

NOT
 
FINAL
;

```

Подобный структурированный тип может быть затем использован для создания таблицы, которая бы позволила также содержать все колонки определенные в Person_Type:
```
CREATE
 
TABLE
 
Person_Table
 
OF
 
Person_Type
;

```

Пользовательские структурированные типы поддерживают наследование — это означает, что можно создать другой тип, который наследует от предыдущего. Тем не менее выражение NOT FINAL должно быть включено в определение базового структурированного типа для того, чтобы было можно создать другие подтипы.
```
CREATE
 
TYPE
 
Student_Type
 
UNDER
 
Person_Type
 
(

    
matriculation_number
 
NUMBER
(
10
)

);

```

Student_Type затем может быть использован для создания Student_Table, которая будет включать все колонки определенные в Person_Type. Первичный ключ и ограничения должны быть определены во время или после создания таблицы и не могут быть определены внутри самого структурированного типа.
```
CREATE
 
TABLE
 
Student_Table
 
OF
 
Student_Type
 
(

    
matriculation_number
 
PRIMARY
 
KEY
,

    
CONSTRAINT
 
person_title_not_null_constraint
 
NOT
 
NULL
 
(
person_title
),

);

```

Каждый структурированный пользовательский тип также может содержать другие типы для создания более сложных структур:
```
CREATE
 
TYPE
 
Address_Type
 
AS
 
OBJECT
 
(

    
address_street
 
VARCHAR2
(
30
),

    
address_city
 
VARCHAR2
(
30
),

);

CREATE
 
TYPE
 
University
 
AS
 
OBJECT
 
(

    
university_name
 
VARCHAR2
(
30
),

    
university_address
 
Address_Type

);

```

## К дальнейшему прочтению
- Jim Melton. Advanced SQL: 1999. — Morgan Kaufmann, 2003. — ISBN 978-1-55860-677-7. Chapters 2-4.
- Suzanne W. Dietrich. Fundamentals of Object Databases: Object-Oriented and Object-Relational Design / Suzanne W. Dietrich, Susan D. Urban. — Morgan & Claypool Publishers, 2011. — ISBN 978-1-60845-476-1. Chapter 3.
- Catherine Ricardo. Databases Illuminated. — 2nd. — Jones & Bartlett Publishers, 2011. — ISBN 978-1-4496-0600-8. Chapter 8.